# Рудолф Херман Лоце
Рудолф Херман Лоце (Бауцен, 21. мај 1817 — Берлин, 1. јул 1881) је био немачки филозоф идеалистичке оријентације, један од оснивача психофизиологије. Настојао је да споји немачки идеализам са механистичким схватањем природе.
Главна дела: Медицинска психологија или физиологија душе (1852); Систем филозофије, I—III (1874-1882), Микрокосмос (3 књиге), Историја естетике у Немачкој и др.